# Sedramić
Sedramić falu Horvátországban Šibenik-Knin megyében. Közigazgatásilag Drnišhez tartozik.

## Fekvése
Šibeniktől légvonalban 23, közúton 35 km-re északkeletre, községközpontjától légvonalban 7, közúton 11 km-re délre, Dalmácia középső részén, a Moseć-hegység lábánál fekszik. Nyugati részén halad át a Drnišről Trogirba menő út és a Zágráb-Split vasútvonal.

## Története
A régészeti leletek tanúsága szerint területe már az újkőkorban is lakott volt. Elnevezése a kelta „sedra” (várföld) szóból származik, melyhez az „m” végződés járult. Első írásos említése 1298-ban történt , amikor a žitnići plébániához tartozott. Neve 1434-ben is felbukkan a gazdag horvát főnemes Ivaniš Nepilič birtokaként. A környező településekkel együtt 1522-ben szállta meg a török és csak a 17. század végén szabadították fel a velencei seregek. 1797-ben a Velencei Köztársaság megszűnésével a Habsburg Birodalom része lett. 1806-ban Napóleon csapatai foglalták el és 1813-ig francia uralom alatt állt. Napóleon bukása után ismét Habsburg uralom következett, mely az első világháború végéig tartott. A falunak 1857-ben 486, 1910-ben 619 lakosa volt. Az I. világháború után előbb a Szerb Királyság, majd rövid ideig az Olasz Királyság, ezután a Szerb-Horvát-Szlovén Királyság, majd Jugoszlávia része lett. 1991-ben csaknem teljes lakossága horvát nemzetiségű volt. A csendes falu 1991-ben a délszláv háború harcainak közepében találta magát. Tőle közvetlenül északra húzódott a Krajinai Szerb Köztársaság határa. A honvédő harcokban több mint száz helybeli lakos vett részt. A folyamatos szerb ágyúzásnak három helyi polgári lakos esett áldozatul egy személy pedig eltűnt. A településnek 2011-ben 206 lakosa volt.

## Lakosság
| Lakosság változása | Lakosság változása | Lakosság változása | Lakosság változása | Lakosság változása | Lakosság változása | Lakosság változása | Lakosság változása | Lakosság változása | Lakosság változása | Lakosság változása | Lakosság változása | Lakosság változása | Lakosság változása | Lakosság változása | Lakosság változása |
| ------------------ | ------------------ | ------------------ | ------------------ | ------------------ | ------------------ | ------------------ | ------------------ | ------------------ | ------------------ | ------------------ | ------------------ | ------------------ | ------------------ | ------------------ | ------------------ |
| 1857               | 1869               | 1880               | 1890               | 1900               | 1910               | 1921               | 1931               | 1948               | 1953               | 1961               | 1971               | 1981               | 1991               | 2001               | 2011               |
| 486                | 496                | 503                | 553                | 620                | 619                | 600                | 709                | 612                | 633                | 615                | 575                | 443                | 391                | 238                | 206                |

## Nevezetességei
A Szentháromság tiszteletére szentelt római katolikus temploma 1876-ban épült egy barokk kápolna bővítésével, melyet már 1757-ben említenek. Egyhajós épület négyszögletes apszissal, amely egyúttal a régi kápolna megmaradt része. Harangtornyát 1967-1968-ban építették a homlokzat elé. A délszláv háború során a szerb ágyúzás következtében súlyos károkat szenvedett. A háború után harangtornyát újjáépítették, belsejét teljesen felújították. A drniši plébániához tartozik. Misét csak egyszer egy évben tartanak benne, gondozását a žitnići Szent György Testvériség látja el.